# 永堀美穗
永堀美穗（日语：／ Nagahori Miho，1961年7月25日—），日本女性配音員、旁白。出身於東京都。駒澤短期大學國文科畢業。現在是自由身。以前經歷ARTSVISION、OFFICE WATT。A型血。

## 演出
粗體字表示主要角色。

### 電視動畫
年份不詳
- 可愛巧虎島（女孩子B、河馬阿姨、莫普的母親、澎澎的母親、通行者B、護理人員、犀牛委員、婦人委員）
- 麵包超人（叉燒弟弟、咪咪老師〈代替〉）

1990年
- 魔法天使甜蜜薄荷（畢特、女孩子C）

1991年
- 青澀花園（學生A、成員B）
- 機甲警察金屬傑克（母親的聲音）

1994年
- 超時空要塞7（珍娜·強森）

1998年
- 魔法陣都市（蕾比亞·馬培力克）

1999年
- 海盜媽寶（日语：宇宙海賊ミトの大冒険）（保健老師）
- ∀鋼彈（母親）
- 力石戰士（歌手、傑克的母親）

2004年
- 月詠 -MOON PHASE-（靜流、佛利茲）

### 電影動畫
- 玩偶遊戲（1998年，三屋老師）

### OVA
- 暗黑神傳承 武神（日语：暗黒神伝承 武神）（1991年，記者）
- 新·同棲時代（1992年，田代玲子）
- 續浪速遊俠傳（1992年，美子）
- 我是大哥大!!（1993年）
- 非常偶像Key（1995年—1996年，場內廣播、猯尾谷的人群）
- 魔鬼教師方程式（日语：腐った教師の方程式）（1995年，有澤敦的母親）
- 彌涅耳瓦公主（1995年，奧切）
- 玩偶遊戲（1996年，三屋老師）
- 魔法使俱樂部（1996年）

### 遊戲
- GALAXIAN³ PROJECT DRANGGON（日语：ギャラクシアン3）（1996年，操作員）
- 幻想大陸戰記2 BRIGANDINE -GRAND EDITION-（2005年，卡特琳娜、阿德利西亞）

### 外語配音

#### 電影
- 紅粉聯盟
- 危險任務（英语：C.A.T. Squad: Python Wolf）
- 鐵鷹戰士（英语：Iron Eagle）（喬伊妮〈肖妮·史密斯〉）※TBS版。
- 烈焰狂情（英语：Rainbow (1996 film)）
- 回到綠田（英语：Return to Green Acres）
- 魔鬼一族
- 美國總統
- 翡翠森林（英语：The Emerald Forest） ※朝日電視台版。
- 異形附身2（英语：The Hidden II）
- 沉默的羔羊 ※朝日電視台版。

#### 電視影集
- 小城風雲（英语：Picket Fences）
- 機器戰警（英语：RoboCop (live action TV series)）
- 則天武后
- X檔案

### CD
- 電腦少女歌劇團
- 我會為你而死（堀川的母親）
- 夢回綠園
- 魔法陣都市
- 魔法陣都市 DANGER
  - RETURN OF THE SILENT MEBIUS
  - SILENT LOVERS
  - SILENT WARNING
  - MEBIUS COLLAGE
  - SILENT DANDORA DISC
  - SHINING（CD單曲）
- NAMCO GAME SOUND EXPRESS VOL.6 STARBLADE（日语：スターブレード）／GALAXIAN³ PROJECT DRANGGON（日语：ギャラクシアン3）（操作員）
- SmileyPaw「幸福的足跡」

### 其它
- 有趣的車輛圖鑑（旁白）

## 外部連結
- 永堀美穗｜OFFICE WATT，存于 （日語）
- （日語）—永堀美穗的官方個人網站。
- （日語）
- （日語）—WEB THE TELEVISION（日语：ザテレビジョン）
- （日語）—goo人名事典
- 永堀美穗 （页面存档备份，存于） （日語）—oricon
- 永堀美穗 （页面存档备份，存于） （日語）—allcinema（日语：allcinema）